# This Is How We Do
"This Is How We Do" é uma canção da artista musical estadunidense Katy Perry, contida em seu quarto álbum de estúdio Prism (2013). Foi composta e produzida por Max Martin e Klas Åhlund, com o auxílio na escrita pela própria cantora. O seu lançamento como quinto single do disco ocorreu em 11 de agosto de 2014, através da Capitol Records. Antecipadamente, um vídeo com as letras da música foi disponibilizado na plataforma Vevo em 24 de julho.

## Antecedentes
O povo sueco tem um ótimo ouvido para a música pop e tem sido historicamente comprovado que eles sabem como fazer uma boa música pop e obviamente eu quis me aventurar nisso.

—Perry sobre trabalhar com produtores musicais suecos.
Embora tenha inicialmente declarado, em 2012, que o sucessor de Teenage Dream seria "verdadeiramente obscuro" em decorrência de seu divórcio com o comediante Russell Brand, a cantora contrapôs no ano seguinte que não haveria nenhuma obscuridade no registro, e por causa desta mudança ela decidiu intitular seu quarto disco de Prism, explicando: "Eu finalmente deixei a luz entrar e então pude criar estas músicas que foram inspiradas por este acontecimento e fazer uma autorreflexão e apenas trabalhar em mim mesma."
Enquanto desenvolvia Prism, Perry viajou à Estocolmo a fim de encontrar-se com o produtor musical Max Martin por algumas semanas apenas para "colocar a cereja no bolo", segundo ela. Lá, os dois trabalharam juntamente com o também produtor Klas Åhlund, entre outros. A cantora comentou sobre o processo criativo na Suécia:
| “ | Max sempre foi extremamente amável comigo, ele é o sueco mais autêntico com quem eu já trabalhei, e ele tem um ótimo ouvido para melodias e como elas deveriam soar, nos divertimos bastante desenvolvendo música juntos, nos animamos bastante e dançamos no estúdio. Ele me trouxe à Estocolmo para me apresentar a alguns músicos novos, como Klas Åhlund, eu realmente gostei de trabalhar com eles. Esse diferente nível sonoro criado na Suécia é muito avançado e novo... eles, de certa forma, são os primeiros a saber o que está por vir. | ” |

Sobre colaborar com Perry, Åhlund relatou: "Quando você viaja o mundo todo, o clima do lugar em que você está desenvolvendo a música definitivamente influenciará no que você está escrevendo." A parceria entre os três rendeu duas faixas, consequentemente inclusas em Prism: "Walking on Air" e "This Is How We Do".

## Lançamento
Em 24 de julho de 2014, um vídeo com as letras de "This Is How We Do" foi disponibilizado na plataforma Vevo. Dois remixes da obra foram foram disponibilizados na conta oficial de Perry no SoundCloud, o primeiro produzido por Brillz e o segundo por Grandtheft, nos dias 14 e 29 de agosto, respectivamente. Nesse meio-tempo, mais precisamente em 21 de agosto, uma nova versão da faixa com a participação do rapper Riff Raff foi publicada no mesmo portal, e dias mais tarde posto a venda na iTunes Store.

## Faixas e formatos
| Download digital |                                     |         |  |
| N.º              | Título                              | Duração |  |
| 1.               | "This Is How We Do" (com Riff Raff) | 3:23    |  |

## Desempenho nas tabelas musicais

### Posições
| Tabela musical (2013-14)                               | Melhor posição |
| ------------------------------------------------------ | -------------- |
| Alemanha (Media Control Charts)                        | 45             |
| Austrália (ARIA Charts)                                | 18             |
| Áustria (Ö3 Austria Top 40)                            | 32             |
| Bélgica (Ultratip de Flandres)                         | 3              |
| Bélgica (Ultratip da Valônia)                          | 4              |
| Canadá (Canadian Hot 100)                              | 13             |
| Coreia do Sul (Gaon Music Chart)                       | 73             |
| Escócia (The Official Charts Company)                  | 25             |
| Eslováquia (IFPI Slovenská Republika)                  | 52             |
| Estados Unidos (Billboard Hot 100)                     | 24             |
| Estados Unidos (Pop Songs)                             | 19             |
| Estados Unidos (Adult Pop Songs)                       | 27             |
| França (Syndicat National de l'Édition Phonographique) | 46             |
| Irlanda (Irish Recorded Music Association)             | 32             |
| Nova Zelândia (Recorded Music NZ)                      | 13             |
| Países Baixos (MegaCharts)                             | 27             |
| Reino Unido (UK Singles Chart)                         | 33             |
| Chéquia (IFPI Česká Republika)                         | 27             |
| Suécia (Sverigetopplistan)                             | 26             |
| Suíça (Schweizer Hitparade)                            | 63             |

## Histórico de lançamento
| País           | Data                  | Formato                                  | Gravadora |
| -------------- | --------------------- | ---------------------------------------- | --------- |
| Estados Unidos | 11 de agosto de 2014  | Rádio hot adult contemporary             | Capitol   |
| Estados Unidos | 11 de agosto de 2014  | Rádio rhythmic                           | Capitol   |
| Estados Unidos | 12 de agosto de 2014  | Rádio mainstream                         | Capitol   |
| Reino Unido    | 14 de agosto de 2014  | Rádio mainstream                         | Capitol   |
| Estados Unidos | 25 de agosto de 2014  | Download digital da versão com Riff Raff | Capitol   |
| Itália         | 5 de setembro de 2014 | Rádio mainstream                         | Capitol   |